# Delainey Aigner-Swesey
Delainey Aigner-Swesey (Culver City, 14 marzo 1992) è una pallavolista e giocatrice di beach volley statunitense.
Gioca nel ruolo di schiacciatrice.

## Carriera
La carriera di Delainey Aigner-Swesey inizia nei tornei scolastici californiani, giocando per la Serrano High School; dopo il diploma entra a far parte della squadra di pallavolo femminile della California State University, Long Beach, partecipando alla NCAA Division I dal 2010 al 2013. Conclusa l'eleggibilità per la carriera indoor, nel 2014 fa parte della squadra di beach volley della sua università.
Nella stagione 2015-16 firma il suo primo contratto professionistico, ingaggiata in Germania dal 1. Volleyball-Club Wiesbaden, club di 1. Bundesliga nel quale milita due annate.